# Apomecyna nigroapicalis
Apomecyna nigroapicalis är en skalbaggsart som beskrevs av Aurivillius 1907. Apomecyna nigroapicalis ingår i släktet Apomecyna och familjen långhorningar.
Artens utbredningsområde är:
- Angola.
- Ghana.
- Nigeria.
- Sierra Leone.

Inga underarter finns listade i Catalogue of Life.